# Райгородок (Новгород-Сіверський район)
Райгородо́к — село в Україні, у Коропській селищній громаді Новгород-Сіверського району Чернігівської області. Населення становить 375 осіб. До 2020 орган місцевого самоврядування — Райгородоцька сільська рада.

## Географія
Знаходиться на лівому березі Десни. Селом протікає річка Старик, ліва притока Десни.

## Місцевості села
Кутки – Пісок, Городок, Новоселівка, Майдан, Баштан; урочища – Козацьке, Селище, Грабщина, В’юнне, Чернеча, Кружки, Березова гряда; поля – Сіянська, Роздолля, Булижина, Луг, Саракове; озера – Ковальове, Довге, Красне, Панські штани, Панська ковтоба.

## Символіка
На гербі на зеленому тлі зображена вежа на пагорбі перетнута стрілою, внизу на синьому тлі зображена геральдична троянда. Вежа означає стародавнє городище. Вежа зі стрілою взяті з родинного герба Заленських, які володіли довгий час селом. Зелене тло герба, це ще одне посилання на цей знатний рід. Стріла каже нам про козацьке минуле села, про бойові звитяги. Жовтий пагорб над синіми водами - піщані високі береги Десни, закрути річки Старик. Троянда вказує на красу села і навколишньої природи. Щоб прочитати назву села герб треба читати знизу вгору: краса троянди  символізує рай та вежа, як символ укріпленого місця - городок.

## Назва
Є легенда, що Катерина ІІ їхала на Київ через село Вишеньки, що на тому боці Десни. Там є палац Розумовського, і цариця зупинилася в ньому на ніч. Оглядала у підзорну трубу місцевість, і їй дуже сподобалося. Дивлячись у нашу сторону, вона сказала: «Райський городок». Відтоді, не знаю, як довго, його так і називали, а згодом перейменували на Райгородок.
Як сідчить у своєму «Itinerarium» (1708 — 1709), тобто подорожньому щоденнику, словацький гуманіст та мемуарист Даніел Крман-молодший він побував у Райгороді, який на той час був немалим поселенням, у листопаді 1708 року. разом з шведським королем Карлом XII і гетьманом Іваном Мазепою. Себто Софія-Августа-Фредеріка Ангальт-Цербст-Дорнбурзька, котра народилася 20 років по тому, не могла йменувати те, що до неї було найменовано.

## Історія

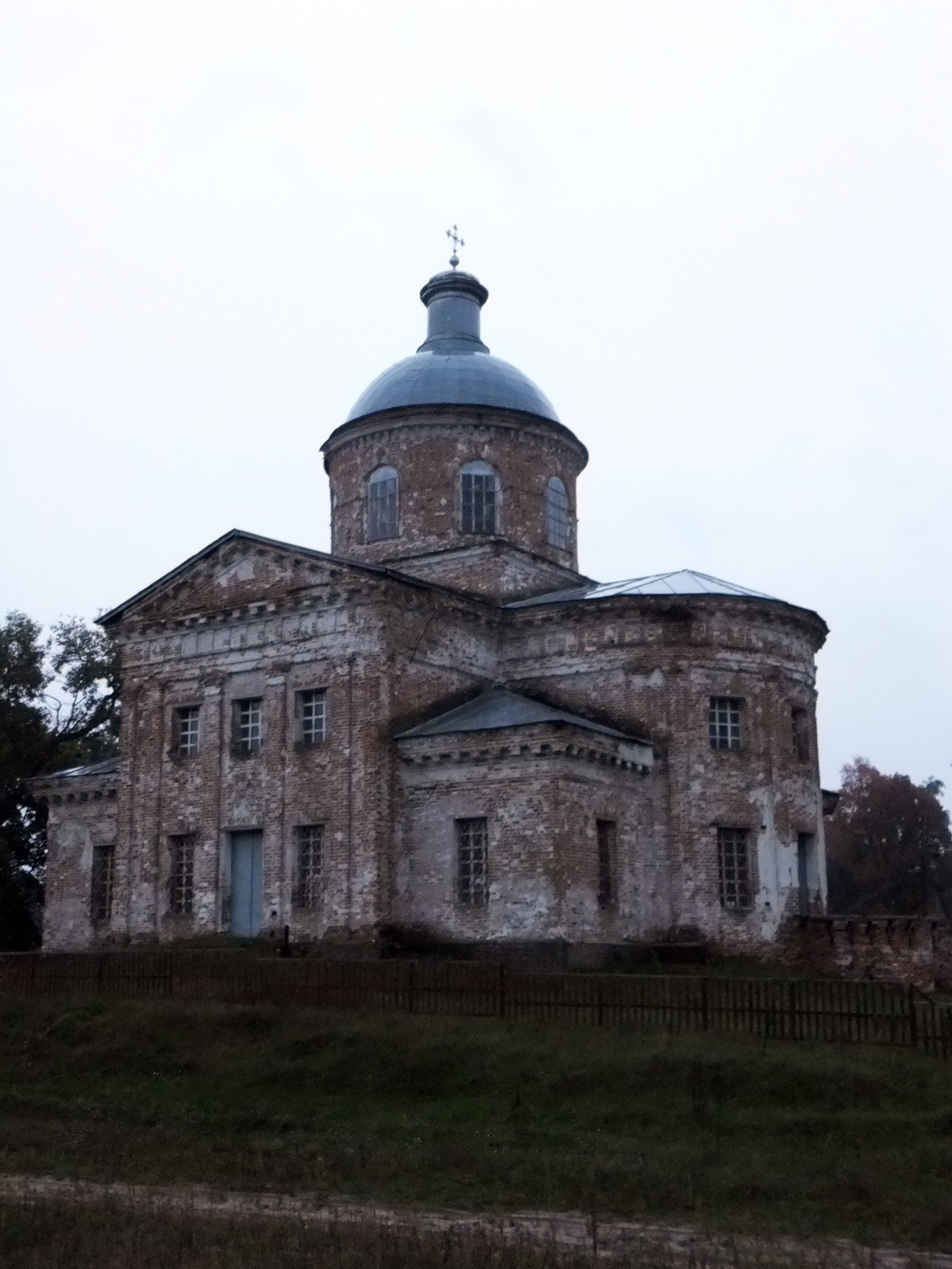
Преображенська церква (мур.) поч. ХІХ ст.

Райгородок виник ще за часів Київської Русі.
Село було засноване представниками польського шляхетського роду Заленських на межі 1630 - 1640-х рр. Село згадувалося у Присяжних книгах 1654 р. у складі Кролевецької сотні Ніжинського полку. Натоді у ньому проживали 22 козаки і 45
посполитих селян. Неподалік села згадувався так званий «городок», котрий, ймовірно, був залишком давньоруського поселення. 
За даними Присяжних книг 1654 р., у Райгородку діяла дерев'яна Преображенська церква. У 1721 р. місцева жителька П. Божиха заповіла священику цього храму І. Рахинському дві свої ниви. У 1770 р. серед прихожан Преображенської церкви нараховувалось 498 чоловіків і 484 жінки. У 1801 р. за сприяння місцевого священика С. Писаревича було збудовано новий мурований храм, хрещатий у плані. Східні й західні рамена Преображенської церкви напівциркульні у плані, південні й північні - прямокутні, завершені трикутними фронтонами. Між раменами знаходились низькі прямокутні приміщення. Вінчає споруду великий купол з глухим ліхтарем на круглому барабані. Під час церковних служб використовувались Євангеліє 1663 р., Апостол 1695 р., Тріоді пісна та цвітна 1699 р., Октоїх 1699 р. та Анфологій 1734 р.. У пошкодженому вигляді споруда церкви збереглася до нашого часу (див. додаток Ф).
Наприкінці XVIII ст., за даними опису Новгород-Сіверського намісництва 1779 - 1781 рр., у Райгородку проживали священик з двома синами, 2 церковні служителя, 2 значкові товариші, відставний гусар, 21 виборний козак, 35 козаків-підпомічників, 28 підданих графа П. Румянцева, 2 канонери Генеральної військової артилерії - усього 113 мешканців.
12 червня 2020 року, відповідно до розпорядження Кабінету Міністрів України № 730-р «Про визначення адміністративних центрів та затвердження територій територіальних громад Чернігівської області», увійшло до складу Коропської селищної громади.
19 липня 2020 року, в результаті адміністративно-територіальної реформи та ліквідації Коропського району, увійшло до складу Новгород-Сіверського району Чернігівської області.

## Економіка
Молочно-товарна ферма на 1200 дійних корів

## Пам'ятки
- Городище IX-ХІІІ ст.
- Преображенська церква (мур.) поч. ХІХ ст.

## Відомі люди
В селі народився Гальченко Василь Макарович (1880 - ?) - український громадський діяч в Харбіні (Китай, 1917-1940-ві)